# Backwash effects
Backwash effects (terugspoeleffecten) is het onttrekken uit armere gebieden (de periferie) van kapitaal, grondstoffen en mensen voor de economie in rijkere gebieden (het centrum). Het is een negatief effect van cumulatieve causatie, en staat tegenover spread effects.
Backwash effects zijn van alle tijden. Omdat er een proces van globalisering plaatsvindt en de vervoerskosten, dankzij verbeterde vervoermiddelen en schaalvergroting, in reële termen afgenomen zijn, zijn backwash effects nu op wereldschaal zichtbaar. Zo loont het tegenwoordig voor westerse bedrijven om materialen en mensen uit het buitenland te halen. Het perifere gebied waar kapitaal, grondstoffen en mensen vandaan worden gehaald, wordt door dit proces nog armer.
Een specifieke vorm van backwash effects is de zogenaamde kennisvlucht, waarbij menselijk kapitaal, vaak in de vorm van hoogopgeleiden, een gebied verlaat.